# Питон
Питон (лат. Python) је род неотровних змија из истоимене фамилије (Pythonidae). Ареал распрострањења рода обухвата југоисточну Азију и субсахарску Африку (етиопску, мадагаскарску и индомалајску зоогеографску област).
Питон је блиски сродник бое. Није змија отровница. Питон је најактивнији у зору и сумрак; убија свој плен тако што се обмотава око њега и постепено га стеже док га не угуши. Најчешћи плен су му мали глодари као што су пацови и скочимишеви, али се дешава да ухвати и много већу животињу. Прича се да питон може убити и прогутати чак и леопарда! Такав оброк би му био довољан за неколико недеља. Највећи питони су дуги до 6 метара. Када је у опасности, питон се брани тако што бежи, пружа отпор или се умота у клупко. Питон је овипаран, што значи да женка полаже јаја. Мале змије мењају кошуљицу 4 до 6 пута годишње. Одрасли питоми мењају кошуљицу само једном до 3 пута годишње. Из старе коже се извлачи од главе ка репу, и кошуљица остаје у једном комаду, као преврнута дугачка чарапа. Мењање коже може да траје и по 10 дана
Род обухвата 7—10 врста: три врсте (P. breitensteini, P.brongersmai и P. natalensis) се често сматрају подврстама.